# Mobex
Mobex Târgu Mureș este o companie producătoare de mobilier din România.
Acționarul majoritar al societății este Mihail Popescu, care deține 51,61% din acțiuni, în vreme ce SIF Banat-Crișana (SIF1) controlează 17,45% din capital, iar Emil Morariu are o participație de 12,18%.
Titlurile Mobex Târgu-Mureș se tranzacționează la categoria de bază a pieței Rasdaq, sub simbolul MOBG.
Număr de angajați în 2009: 1.400
Cifra de afaceri în prima jumătate din anul 2008: 25,5 milioane lei (6,9 milioane euro)